# دين هاموند
دين جون هاموند ((بالإنجليزية: Dean Hammond)‏؛ مواليد 7 مارس 1983 في هيستنغس) هو لاعب كرة قدم إنجليزي يلعب مع شيفيلد يونايتد في الدوري الإنجليزي الدرجة الأولى كلاعب وسط معاراً من ليستر سيتي.

## روابط خارجية
- دين هاموند على موقع قاعدة بيانات كرة القدم.إي يو (الإنجليزية)
- دين هاموند على موقع Soccerbase.com (لاعب) (الإنجليزية)
- دين هاموند على موقع Soccerway.com (الإنجليزية)
- دين هاموند على موقع عالم كرة القدم.نت (الإنجليزية)
- دين هاموند على موقع AS.com (الإسبانية)